# 阮玉懿芳
同富公主阮玉懿芳（越南语：／；1840年7月9日—1915年），越南阮朝紹治帝第二十四女，生母良妃武氏媛。

## 生平
明命二十一年六月十一日（1840年7月9日），阮玉懿芳在順化京城出生。嗣德初，下嫁尚書陳光鍾之子陳光溥。嗣德二十二年（1869年），嗣德帝封懿芳為同富公主。維新九年（1915年），公主去世，壽七十六歲，諡美淑。
同富公主子女情況不詳，廣平按察使陳光楨是她的親子。